# Cantone di Ouzom, Gave et Rives du Neez
Il cantone di Orthez et Terres des Gaves et du Sel è una divisione amministrativa dell'arrondissement di Pau.
È stato costituito a seguito della riforma approvata con decreto del 25 febbraio 2014, che ha avuto attuazione dopo le elezioni dipartimentali del 2015.

## Composizione
Comprende i seguenti 18 comuni:
- Aressy
- Arros-de-Nay
- Arthez-d'Asson
- Assat
- Asson
- Baliros
- Bosdarros
- Bourdettes
- Bruges-Capbis-Mifaget
- Gan
- Haut-de-Bosdarros
- Meillon
- Narcastet
- Nay
- Pardies-Piétat
- Rontignon
- Saint-Abit
- Uzos